# Temporada 1964 de Fórmula 1
La Temporada 1964 de Fórmula 1 fue la 15.ª del Campeonato Mundial de Pilotos de la FIA. Se disputó entre el 10 de mayo y el 25 de octubre. El campeonato consistió en 10 carreras.
John Surtees ganó su único Campeonato de Pilotos. Ferrari ganó su segundo Campeonato de Constructores
John Surtees se convirtió así en el único piloto ganador tanto del Campeonato de Pilotos de Fórmula 1 como del Campeonato Mundial de Motociclismo

## Resumen de la temporada
El Campeonato de Pilotos vivió una dura pugna entre Jim Clark, Graham Hill y John Surtees, que se decidió en el GP de México. Hill se vio retrasado por una colisión con el Ferrari de Lorenzo Bandini y Clark se vio obligado a parar en la última vuelta por una fuga de aceite. En ese momento, Bandini, por órdenes de equipo, fue superado por su compañero Surtees y alcanzó un segundo puesto que le valió para ganar el campeonato por un punto de ventaja sobre Hill.
Honda debutó en la Fórmula 1. Maurice Trintignant se retiró a los 46 años, tras una de las carreras más largas en la Fórmula 1

## Escuderías y pilotos
| Escudería                      | Chasis             | Chasis       | Motor                                                      | Neu. | Piloto                  | Rondas       |
| ------------------------------ | ------------------ | ------------ | ---------------------------------------------------------- | ---- | ----------------------- | ------------ |
| Revson Racing                  | Lotus              | 24           | BRM P56 1.5 V8                                             | D    | Peter Revson            | 1, 6, 8      |
| Bernard Collomb                | Lotus              | 24           | Climax FWMV 1.5 V8                                         | D    | Bernard Collomb         | 1            |
| Maurice Trintignant            | BRM                | P57          | BRM P56 1.5 V8                                             | D    | Maurice Trintignant     | 1, 4–6, 8    |
| Brabham Racing Organisation    | Brabham            | BT7 BT11     | Climax FWMV 1.5 V8                                         | D    | Jack Brabham            | Todas        |
| Brabham Racing Organisation    | Brabham            | BT7 BT11     | Climax FWMV 1.5 V8                                         | D    | Dan Gurney              | Todas        |
| Owen Racing Organisation       | BRM                | P261 P67     | BRM P60 1.5 V8                                             | D    | Richie Ginther          | Todas        |
| Owen Racing Organisation       | BRM                | P261 P67     | BRM P60 1.5 V8                                             | D    | Graham Hill             | Todas        |
| Owen Racing Organisation       | BRM                | P261 P67     | BRM P60 1.5 V8                                             | D    | Dickie Attwood          | 5            |
| Cooper Car Company             | Cooper             | T73 T66      | Climax FWMV 1.5 V8                                         | D    | Phil Hill               | 1–7, 9–10    |
| Cooper Car Company             | Cooper             | T73 T66      | Climax FWMV 1.5 V8                                         | D    | Bruce McLaren           | Todas        |
| Cooper Car Company             | Cooper             | T73 T66      | Climax FWMV 1.5 V8                                         | D    | John Love               | 8            |
| Team Lotus                     | Lotus              | 25 33        | Climax FWMV 1.5 V8                                         | D    | Peter Arundell          | 1–4          |
| Team Lotus                     | Lotus              | 25 33        | Climax FWMV 1.5 V8                                         | D    | Jim Clark               | Todas        |
| Team Lotus                     | Lotus              | 25 33        | Climax FWMV 1.5 V8                                         | D    | Mike Spence             | 5–10         |
| Team Lotus                     | Lotus              | 25 33        | Climax FWMV 1.5 V8                                         | D    | Gerhard Mitter          | 6            |
| Team Lotus                     | Lotus              | 25 33        | Climax FWMV 1.5 V8                                         | D    | Walt Hansgen            | 9            |
| Team Lotus                     | Lotus              | 25 33        | Climax FWMV 1.5 V8                                         | D    | Moisés Solana           | 10           |
| British Racing Partnership     | Lotus              | 24           | BRM P56 1.5 V8                                             | D    | Innes Ireland           | 1            |
| British Racing Partnership     | Lotus              | 24           | BRM P56 1.5 V8                                             | D    | Trevor Taylor           | 5            |
| British Racing Partnership     | BRP                | Mk 1 Mk 2    | BRM P56 1.5 V8                                             | D    | Innes Ireland           | 3–5, 7–10    |
| British Racing Partnership     | BRP                | Mk 1 Mk 2    | BRM P56 1.5 V8                                             | D    | Trevor Taylor           | 1, 3–4, 7–10 |
| DW Racing Enterprises          | Brabham            | BT11         | Climax FWMV 1.5 V8                                         | D    | Bob Anderson            | 1–8          |
| Reg Parnell Racing             | Lotus              | 25           | Climax FWMV 1.5 V8                                         | D    | Chris Amon              | 7            |
| Reg Parnell Racing             | Lotus              | 25 24        | BRM P56 1.5 V8                                             | D    | Chris Amon              | 1–6, 9–10    |
| Reg Parnell Racing             | Lotus              | 25 24        | BRM P56 1.5 V8                                             | D    | Mike Hailwood           | 1–2, 4–10    |
| Reg Parnell Racing             | Lotus              | 25 24        | BRM P56 1.5 V8                                             | D    | Peter Revson            | 3–5          |
| R.R.C. Walker Racing Team      | Cooper             | T66          | Climax FWMV 1.5 V8                                         | D    | Edgar Barth             | 6            |
| R.R.C. Walker Racing Team      | Cooper             | T66          | Climax FWMV 1.5 V8                                         | D    | Jo Bonnier              | 1            |
| R.R.C. Walker Racing Team      | Brabham            | BT7          | Climax FWMV 1.5 V8                                         | D    | Jo Bonnier              | 7–10         |
| R.R.C. Walker Racing Team      | Brabham            | BT11         | BRM P56 1.5 V8                                             | D    | Jo Bonnier              | 2–3, 5–6     |
| R.R.C. Walker Racing Team      | Brabham            | BT11         | BRM P56 1.5 V8                                             | D    | Jochen Rindt            | 7            |
| R.R.C. Walker Racing Team      | Brabham            | BT11         | BRM P56 1.5 V8                                             | D    | Geki                    | 8            |
| R.R.C. Walker Racing Team      | Brabham            | BT11         | BRM P56 1.5 V8                                             | D    | Jo Siffert              | 9–10         |
| R.R.C. Walker Racing Team      | Brabham            | BT11         | BRM P56 1.5 V8                                             | D    | Hap Sharp               | 9–10         |
| Scuderia Ferrari               | Ferrari            | 156 158 1512 | Ferrari 178 1.5 V6 Ferrari 205B 1.5 V8 Ferrari 207 1.5 F12 | D    | Lorenzo Bandini         | Todas        |
| Scuderia Ferrari               | Ferrari            | 156 158 1512 | Ferrari 178 1.5 V6 Ferrari 205B 1.5 V8 Ferrari 207 1.5 F12 | D    | John Surtees            | Todas        |
| Scuderia Ferrari               | Ferrari            | 156 158 1512 | Ferrari 178 1.5 V6 Ferrari 205B 1.5 V8 Ferrari 207 1.5 F12 | D    | Ludovico Scarfiotti     | 8            |
| Scuderia Ferrari               | Ferrari            | 156 158 1512 | Ferrari 178 1.5 V6 Ferrari 205B 1.5 V8 Ferrari 207 1.5 F12 | D    | Pedro Rodríguez         | 10           |
| Siffert Racing Team            | Lotus              | 24           | BRM P56 1.5 V8                                             | D    | Jo Siffert              | 1            |
| Siffert Racing Team            | Brabham            | BT11         | BRM P56 1.5 V8                                             | D    | Jo Siffert              | 2–8          |
| Ecurie Maarsbergen             | Porsche            | 718          | Porsche 547/6 1.5 F4                                       | D    | Carel Godin de Beaufort | 2, 6         |
| Scuderia Centro Sud            | BRM                | P57          | BRM P56 1.5 V8                                             | D    | Tony Maggs              | 2–3, 5–7     |
| Scuderia Centro Sud            | BRM                | P57          | BRM P56 1.5 V8                                             | D    | Giancarlo Baghetti      | 2–3, 5–8     |
| Equipe Scirocco Belge          | Scirocco           | SP           | Climax FWMV 1.5 V8                                         | D    | André Pilette           | 3, 6         |
| Bob Gerard Racing              | Cooper             | T73          | Ford 109E 1.5 L4                                           | D    | John Taylor             | 5            |
| Ian Raby Racing                | Brabham            | BT3          | BRM P56 1.5 V8                                             | D    | Ian Raby                | 5, 8         |
| John Willment Automobiles      | Brabham            | BT10         | Ford 109E 1.5 L4                                           | D    | Frank Gardner           | 5            |
| Honda R & D Company            | Honda              | RA271        | Honda RA271E 1.5 V12                                       | D    | Ronnie Bucknum          | 6, 8–9       |
| Derrington-Francis Racing Team | Derrington-Francis | DF           | ATS 100 1.5 V8                                             | G    | Mário de Araújo Cabral  | 8            |
| Fabre Urbain                   | Cooper             | T60          | Climax FWMV 1.5 V8                                         | D    | Jean-Claude Rudaz       | 8            |

## Resultados
| Carrera                           | Fecha            | Circuito           | Piloto ganador  | Constructor ganador | Resultados |
| --------------------------------- | ---------------- | ------------------ | --------------- | ------------------- | ---------- |
| Gran Premio de Mónaco             | 10 de mayo       | Mónaco             | Graham Hill     | BRM                 | Resultados |
| Gran Premio de los Países Bajos   | 24 de mayo       | Zandvoort          | Jim Clark       | Lotus-Climax        | Resultados |
| Gran Premio de Bélgica            | 14 de junio      | Spa-Francorchamps  | Jim Clark       | Lotus-Climax        | Resultados |
| Gran Premio de Francia            | 28 de junio      | Rouen-Les-Essarts  | Dan Gurney      | Brabham-Climax      | Resultados |
| Gran Premio de Gran Bretaña       | 11 de julio      | Brands Hatch       | Jim Clark       | Lotus-Climax        | Resultados |
| Gran Premio de Alemania           | 2 de agosto      | Nürburgring        | John Surtees    | Ferrari             | Resultados |
| Gran Premio de Austria            | 23 de agosto     | Zeltweg            | Lorenzo Bandini | Ferrari             | Resultados |
| Gran Premio de Italia             | 6 de septiembre  | Monza              | John Surtees    | Ferrari             | Resultados |
| Gran Premio de los Estados Unidos | 20 de septiembre | Watkins Glen       | Graham Hill     | BRM                 | Resultados |
| Gran Premio de México             | 25 de octubre    | Hermanos Rodríguez | Dan Gurney      | Brabham-Climax      | Resultados |

## Clasificaciones

### Sistema de puntuación
- Puntuaban los seis primeros de cada carrera.
- Para el campeonato de pilotos solo se contabilizaban los 6 mejores resultados obtenidos por cada competidor.
- En el campeonato de constructores, solamente puntuaba el coche mejor clasificado, aunque fuera de una escudería privada

| Posición | 1.º | 2.º | 3.º | 4.º | 5.º | 6.º |
| Puntos   | 9   | 6   | 4   | 3   | 2   | 1   |

Debido al sistema de puntuación, Surtees se proclamó campeón a pesar de haber sumado menos puntos (40) a lo largo de la temporada que Hill (41), que solo pudo computar 6 de las 7 carreras donde puntuó (39 puntos computables); fuera del cómputo quedó el quinto puesto en Bélgica, cuyos dos puntos le hubieran valido el Campeonato

### Campeonato de Pilotos
| Pos. | Piloto                  | MON | NED | BEL | FRA | GBR | GER | AUT | ITA | USA | MEX | Puntos  |
| ---- | ----------------------- | --- | --- | --- | --- | --- | --- | --- | --- | --- | --- | ------- |
| 1    | John Surtees            | Ret | 2   | Ret | Ret | 3   | 1   | Ret | 1   | 2   | 2   | 40      |
| 2    | Graham Hill             | 1   | 4   | (5) | 2   | 2   | 2   | Ret | Ret | 1   | 11  | 39 (41) |
| 3    | Jim Clark               | 4   | 1   | 1   | Ret | 1   | Ret | Ret | Ret | 7   | 5   | 32      |
| 4    | Lorenzo Bandini         | 10  | Ret | Ret | 9   | 5   | 3   | 1   | 3   | Ret | 3   | 23      |
| 5    | Richie Ginther          | 2   | 11  | 4   | 5   | 8   | 7   | 2   | 4   | 4   | 8   | 23      |
| 6    | Dan Gurney              | Ret | Ret | 6   | 1   | 13  | 10  | Ret | 10  | Ret | 1   | 19      |
| 7    | Bruce McLaren           | Ret | 7   | 2   | 6   | Ret | Ret | Ret | 2   | Ret | 7   | 13      |
| 8    | Peter Arundell          | 3   | 3   | 9   | 4   |     |     |     |     |     |     | 11      |
| 9    | Jack Brabham            | Ret | Ret | 3   | 3   | 4   | 12  | 9   | 14  | Ret | Ret | 11      |
| 10   | Jo Siffert              | 8   | 13  | Ret | Ret | 11  | 4   | Ret | 7   | 3   | Ret | 7       |
| 11   | Bob Anderson            | 7   | 6   | DNS | 12  | 7   | Ret | 3   | 11  |     |     | 5       |
| 12=  | Tony Maggs              |     | DNS | DNS |     | Ret | 6   | 4   |     |     |     | 4       |
| 12=  | Mike Spence             |     |     |     |     | 9   | 8   | Ret | 6   | Ret | 4   | 4       |
| 14   | Innes Ireland           | DNS |     | 10  | Ret | 10  |     | 5   | 5   | Ret | 12  | 4       |
| 15   | Jo Bonnier              | 5   | 9   | Ret |     | Ret | Ret | 6   | 12  | Ret | Ret | 3       |
| 16=  | Chris Amon              | DNQ | 5   | Ret | 10  | Ret | 11  | Ret |     | Ret | Ret | 2       |
| 16=  | Maurice Trintignant     | Ret |     |     | 11  | DNQ | 5   |     | Ret |     |     | 2       |
| 16=  | Walt Hansgen            |     |     |     |     |     |     |     |     | 5   |     | 2       |
| 19=  | Mike Hailwood           | 6   | 12  |     | 8   | Ret | Ret | 8   | Ret | 8   | Ret | 1       |
| 19=  | Phil Hill               | 9   | 8   | Ret | 7   | 6   | Ret | Ret |     | Ret | 9   | 1       |
| 19=  | Trevor Taylor           | Ret |     | 7   | Ret | Ret |     | Ret | DNQ | 6   | Ret | 1       |
| 19=  | Pedro Rodríguez         |     |     |     |     |     |     |     |     |     | 6   | 1       |
| NC   | Giancarlo Baghetti      |     | 10  | 8   |     | 12  | Ret | 7   | 8   |     |     | 0       |
| NC   | Gerhard Mitter          |     |     |     |     |     | 9   |     |     |     |     | 0       |
| NC   | Ludovico Scarfiotti     |     |     |     |     |     |     |     | 9   |     |     | 0       |
| NC   | Moisés Solana           |     |     |     |     |     |     |     |     |     | 10  | 0       |
| NC   | Peter Revson            | DNQ |     | DSQ | DNS | Ret | 14  |     | 13  |     |     | 0       |
| NC   | Ronnie Bucknum          |     |     |     |     |     | 13  |     | Ret | Ret |     | 0       |
| NC   | Hap Sharp               |     |     |     |     |     |     |     |     | NC  | 13  | 0       |
| NC   | John Taylor             |     |     |     |     | 14  |     |     |     |     |     | 0       |
| NC   | Carel Godin de Beaufort |     | Ret |     |     |     | DNS |     |     |     |     | 0       |
| NC   | André Pilette           |     |     | Ret |     |     | DNQ |     |     |     |     | 0       |
| NC   | Ian Raby                |     |     |     |     | Ret |     |     | DNQ |     |     | 0       |
| NC   | Frank Gardner           |     |     |     |     | Ret |     |     |     |     |     | 0       |
| NC   | Edgar Barth             |     |     |     |     |     | Ret |     |     |     |     | 0       |
| NC   | Jochen Rindt            |     |     |     |     |     |     | Ret |     |     |     | 0       |
| NC   | Mário de Araújo Cabral  |     |     |     |     |     |     |     | Ret |     |     | 0       |
| NC   | Richard Attwood         |     |     |     |     | DNS |     |     |     |     |     | 0       |
| NC   | Jean-Claude Rudaz       |     |     |     |     |     |     |     | DNS |     |     | 0       |
| NC   | Bernard Collomb         | DNQ |     |     |     |     |     |     |     |     |     | 0       |
| NC   | John Love               |     |     |     |     |     |     |     | DNQ |     |     | 0       |
| NC   | Geki                    |     |     |     |     |     |     |     | DNQ |     |     | 0       |
| Pos. | Piloto                  | MON | NED | BEL | FRA | GBR | GER | AUT | ITA | USA | MEX | Puntos  |

| Color      | Resultado                          |
| ---------- | ---------------------------------- |
| Oro        | Ganador                            |
| Plata      | 2.º puesto                         |
| Bronce     | 3.er puesto                        |
| Verde      | Finalizó en los puntos             |
| Azul       | Finalizó sin puntos                |
| Azul       | NC - No clasificado                |
| Violeta    | Ret - No terminó                   |
| Rojo       | DNQ - No se clasificó              |
| Rojo       | DNPQ - No se preclasificó          |
| Negro      | DSQ - Descalificado                |
| Blanco     | DNS - No empezó                    |
| Blanco     | WD - Retirado                      |
| Blanco     | C - Carrera cancelada              |
| Azul claro | TD - Entrenamientos libres (2003-) |
| Sin color  | DNP - Inscrito, pero no participó  |
| Sin color  | INJ - Inscrito, pero lesionado     |
| Sin color  | EX - Excluido                      |

| Estado  | Resultado                                                                             |
| ------- | ------------------------------------------------------------------------------------- |
| Negrita | Pole position                                                                         |
| Cursiva | Vuelta rápida                                                                         |
| 1-8     | Posiciones puntuables de clasificación sprint (2021-)                                 |
| †       | No acabó el Gran Premio, pero fue clasificado ya que completó el porcentaje necesario |
| ‡       | Monoplaza compartido                                                                  |
| ~       | Se otorgó la mitad de puntos ya que no se cumplió con el 75% de la carrera            |
| ≠       | No obtuvo puntos ya que era piloto invitado                                           |
| F2      | Inscrito para carrera de Fórmula 2, no sumaba puntos                                  |

#### Leyenda adicional
- Las puntuaciones sin paréntesis corresponden al cómputo oficial del Campeonato
  - La suma de la puntuación únicamente de los 6 mejores resultados del Campeonato, sin tener en cuenta los puntos que se hubieran obtenido en el resto de carreras.
- Las puntuaciones (entre paréntesis) corresponden al cómputo total de puntos obtenidos
  - La suma de la puntuación de todos los resultados del Campeonato, incluyendo los puntos obtenidos en carreras que no son computados para la clasificación final.

### Estadísticas del Campeonato de Pilotos
| Pos. | Piloto                  | Escudería          | Grandes Premios | Victorias | Podios | Poles | Vueltas rápidas | Puntos |
| ---- | ----------------------- | ------------------ | --------------- | --------- | ------ | ----- | --------------- | ------ |
| 1    | John Surtees            | Ferrari            | 10              | 2         | 6      | 2     | 2               | 40     |
| 2    | Graham Hill             | BRM                | 10              | 2         | 5      | 1     | 1               | 39     |
| 3    | Jim Clark               | Lotus              | 10              | 3         | 3      | 5     | 4               | 32     |
| 4    | Lorenzo Bandini         | Ferrari            | 10              | 1         | 4      |       |                 | 23     |
| 5    | Richie Ginther          | BRM                | 10              |           | 2      |       |                 | 23     |
| 6    | Dan Gurney              | Brabham            | 10              | 2         | 2      | 2     | 2               | 19     |
| 7    | Bruce McLaren           | Cooper             | 10              |           | 2      |       |                 | 13     |
| 8    | Peter Arundell          | Lotus              | 4               |           | 2      |       |                 | 11     |
| 9    | Jack Brabham            | Brabham            | 10              |           | 2      |       | 1               | 11     |
| 10   | Jo Siffert              | Walker Siffert     | 10              |           | 1      |       |                 | 7      |
| 11   | Bob Anderson            | DW                 | 8 (7)           |           | 1      |       |                 | 5      |
| 12   | Tony Maggs              | Centro Sud         | 5 (3)           |           |        |       |                 | 4      |
| 13   | Mike Spence             | Lotus              | 6               |           |        |       |                 | 4      |
| 14   | Innes Ireland           | BRP                | 8 (7)           |           |        |       |                 | 4      |
| 15   | Jo Bonnier              | Walker             | 9               |           |        |       |                 | 3      |
| 16   | Chris Amon              | Reg Parnell        | 9 (8)           |           |        |       |                 | 2      |
| 17   | Maurice Trintignant     | Trintignant        | 5 (4)           |           |        |       |                 | 2      |
| 18   | Walt Hansgen            | Lotus              | 1               |           |        |       |                 | 2      |
| 19   | Mike Hailwood           | Reg Parnell        | 9               |           |        |       |                 | 1      |
| 20   | Phil Hill               | Cooper             | 9               |           |        |       |                 | 1      |
| 21   | Trevor Taylor           | BRP                | 8 (7)           |           |        |       |                 | 1      |
| 22   | Pedro Rodríguez         | Ferrari            | 1               |           |        |       |                 | 1      |
| NC   | Jochen Rindt            | Walker             | 1               |           |        |       |                 |        |
| NC   | John Love               | Cooper             | 1 (0)           |           |        |       |                 |        |
| NC   | John Taylor             | Bob Gerard         | 1               |           |        |       |                 |        |
| NC   | Ludovico Scarfiotti     | Ferrari            | 1               |           |        |       |                 |        |
| NC   | Peter Revson            | Revson Reg Parnell | 6 (4)           |           |        |       |                 |        |
| NC   | Ronnie Bucknum          | Honda              | 3               |           |        |       |                 |        |
| NC   | Moisés Solana           | Lotus              | 1               |           |        |       |                 |        |
| NC   | Giancarlo Baghetti      | Centro Sud         | 6               |           |        |       |                 |        |
| NC   | Ian Raby                | Ian Raby           | 2 (1)           |           |        |       |                 |        |
| NC   | Mário de Araújo Cabral  | Derrington-Francis | 1               |           |        |       |                 |        |
| NC   | André Pilette           | Scirocco-Powell    | 2 (1)           |           |        |       |                 |        |
| NC   | Bernard Collomb         | Bernard Collomb    | 1 (0)           |           |        |       |                 |        |
| NC   | Carel Godin de Beaufort | Maarsbergen        | 2 (1)           |           |        |       |                 |        |
| NC   | Edgar Barth             | Walker             | 1               |           |        |       |                 |        |
| NC   | Frank Gardner           | Willment           | 1               |           |        |       |                 |        |
| NC   | Gerhard Mitter          | Lotus              | 1               |           |        |       |                 |        |
| NC   | Geki                    | Walker             | 1 (0)           |           |        |       |                 |        |
| NC   | Hap Sharp               | Walker             | 2               |           |        |       |                 |        |

Se señalan los puntos que contaron para el campeonato y entre paréntesis se agregan los puntos obtenidos totales.

### Campeonato de Constructores
| Pos. | Constructor            | MON | NED | BEL | FRA | GBR | GER | AUT | ITA | USA | MEX | Puntos  |
| ---- | ---------------------- | --- | --- | --- | --- | --- | --- | --- | --- | --- | --- | ------- |
| 1    | Ferrari                | 10  | 2   | Ret | 9   | (3) | 1   | 1   | 1   | 2   | 2   | 45 (49) |
| 2    | BRM                    | 1   | (4) | (4) | 2   | 2   | 2   | 2   | (4) | 1   | 8   | 42 (51) |
| 3    | Lotus-Climax           | 3   | 1   | 1   | 4   | 1   | 8   | Ret | (6) | (5) | 4   | 37 (40) |
| 4    | Brabham-Climax         | 7   | 6   | 3   | 1   | 4   | 10  | 3   | 10  | Ret | 1   | 30      |
| 5    | Cooper-Climax          | 5   | 7   | 2   | 6   | 6   | Ret | Ret | 2   | Ret | 7   | 16      |
| 6    | Brabham-BRM            |     | 9   |     | Ret | 11  | 4   | Ret | 7   | 3   | 13  | 7       |
| 7    | BRP-BRM                | Ret |     | 7   | Ret | 10  |     | 5   | 5   | 6   | 12  | 5       |
| 8    | Lotus-BRM              | 6   | 5   | Ret | 8   | Ret | 11  | 8   | 13  | 8   | Ret | 3       |
| NC   | Honda                  |     |     |     |     |     | 13  |     | Ret | Ret |     | 0       |
| NC   | Cooper-Ford            |     |     |     |     | 14  |     |     |     |     |     | 0       |
| NC   | Scirocco-Climax        | WD  |     | Ret |     |     | DNQ |     |     |     |     | 0       |
| NC   | Porsche                |     | Ret |     |     |     | DNS |     |     |     |     | 0       |
| NC   | Brabham-Ford           |     |     |     |     | Ret |     |     |     |     |     | 0       |
| NC   | Derrington-Francis-ATS |     |     |     |     |     |     |     | Ret |     |     | 0       |
| Pos. | Constructor            | MON | NED | BEL | FRA | GBR | GER | AUT | ITA | USA | MEX | Puntos  |

Leyenda adicional
- En negrita, los 6 mejores resultados computables para el Campeonato de Constructores
- Entre (paréntesis), el cómputo total de puntos obtenidos

### Estadísticas del Campeonato de Constructores
| Pos.    | Constructor        | Chasis       | Motor   | Grandes Premios | Victorias | Podios | Poles | Vueltas rápidas | Puntos  |
| ------- | ------------------ | ------------ | ------- | --------------- | --------- | ------ | ----- | --------------- | ------- |
| 1       | Ferrari            | 156 158 1512 | Ferrari | 10              | 3         | 10     | 2     | 2               | 45 (49) |
| 2       | BRM                | P57 P67 P261 | BRM     | 10              | 2         | 7      | 1     | 1               | 42 (51) |
| 3       | Lotus              | 24 25 33     | Climax  | 10              | 3         | 5      | 5     | 4               | 37 (40) |
| 4       | Brabham            | BT7 BT11     | Climax  | 10              | 2         | 5      | 2     | 3               | 30      |
| 5       | Cooper             | T60 T66 T73  | Climax  | 10              |           | 2      |       |                 | 16      |
| 6       | Brabham            | BT3 BT11     | BRM     | 9               |           | 1      |       |                 | 7       |
| 7       | BRP                | Mk 1 Mk 2    | BRM     | 8               |           |        |       |                 | 5       |
| 8       | Lotus              | 24 25        | BRM     | 10              |           |        |       |                 | 3       |
| NC      | Honda              | RA271        | Honda   | 3               |           |        |       |                 | 0       |
| NC      | Scirocco           |              | Climax  | 2               |           |        |       |                 | 0       |
| NC      | Derrington-Francis |              | ATS     | 1               |           |        |       |                 | 0       |
| NC      | Porsche            | 718          | Porsche | 2               |           |        |       |                 | 0       |
| NC      | Brabham            | BT10         | Ford    | 1               |           |        |       |                 | 0       |
| NC      | Cooper             | T60          | Ford    | 1               |           |        |       |                 | 0       |
| Fuente: |                    |              |         |                 |           |        |       |                 |         |